# Loup de Ferrières
Pour les articles homonymes, voir Servat.
Loup de Ferrières, dit Loup Servat (v. 805 - 862), est un ecclésiastique franc qui fut abbé de l'abbaye Saint-Pierre-et-Saint-Paul de Ferrières-en-Gâtinais, dans l'actuel Loiret.
Il joua un rôle prépondérant comme théologien augustinien et organisateur de l'Église franque et assista en 853 au concile de Soissons.
Grand lettré féru d'Antiquité, il est souvent considéré comme le précurseur des humanistes de la Renaissance. Contribuant énormément à la copie de textes anciens des auteurs principaux latins et grecs, il a permis de faire revivre les lettres antiques. Il eut comme élève Heiric d'Auxerre, un des quatre grands maîtres de l'école monastique de l'abbaye Saint-Germain d'Auxerre.

## Biographie
Né vers 805 à Ferrières dans le diocèse de Sens, il est élevé et éduqué à l’école de l’abbaye Saint-Pierre de Ferrières. Sa famille comprend plusieurs membres du haut clergé, dont l’évêque d’Auxerre, Héribold, et Wénilon, archevêque de Sens. À l’âge de 25 ans, l'abbé Aldric l’envoie étudier la théologie outre-Rhin. À l’abbaye de Fulda, tout en étudiant, il donne lui-même des cours de lettres qui lui apportent une grande célébrité. Il y fait aussi la connaissance de Raban Maur et d'Eginhard, savants de grand renom.
Sa bonne réputation, qui a précédé son retour à Ferrières vers le milieu des années 836, lui vaut la faveur de l'impératrice Judith de Bavière qui le nomme précepteur du fils de Louis le Pieux, le futur Charles II le Chauve, pour lequel il représenta toujours une certaine autorité.
Après sa désignation comme abbé de Ferrières le 22 novembre 840, ce monastère devient un des phares de la science et de la civilisation européenne. Loup de Ferrières développe la copie des textes anciens des principaux auteurs latins et grecs, fait corriger un Pline le Jeune mal transcrit et envoie à Rome des textes traduits de Suétone et de Quinte-Curce. Il développe une bibliothèque importante dans son abbaye en acquérant de nombreux manuscrits originaux, et en copiant ou en corrigeant les manuscrits empruntés à d'autres monastères (Tours, Fulda, et Prüm), à des amis tels qu'Eginhard, Wenilon de Sens, Reginbert de Reichenau et Marcward de Prüm), et aussi à des esprits brillants comme l'abbé Altsigus d'York ou le pape Benoît III.
Il est fait prisonnier le 14 juin 844 au cours d'une bataille près d'Angoulême, remportée par Pépin II d'Aquitaine contre une armée envoyée en renfort pour soutenir Charles II le Chauve qui assiégeait Toulouse. Tout comme son prédécesseur Odon(?), Loup de Ferrières envoya une demande pour être retiré du conflit en raison du manque possible de ressources matérielles à Ferrières qui pourrait engendrer une famine. L'abbaye de Ferrières doit verser une forte rançon afin qu'il puisse retrouver la liberté.
En décembre 844, lors du synode des évêques de Francie occidentale à Ver-sur-Launette, les décisions formulées par l'abbé Loup de Ferrières contre les nobles, pilleurs des biens de l’Église, ne furent pas acceptées par le roi Charles le Chauve, car il les trouvait trop radicales.
À la suite du décès de Loup de Ferrières, des reliques auraient été gardées de celui-ci. Elles ont par la suite été transmise à une église sénonaise par les moines de Ferrières.

## Ses écrits
Loup est l’un des épistoliers les plus importants de l’époque carolingienne. Ses lettres permettent de mieux connaître la vie de Loup de Ferrières et ses relations avec différentes personnes importantes de son époque. Il ne reste qu’un seul manuscrit conservant la correspondance de Loup de Ferrières. Quelques lettres sont manquantes, soit les lettres 72 à 74 et son état général est fragile. Cependant, le manuscrit a été conservé jusqu’au XVIe siècle à Ferrières et il est possible de retracer le chemin qu’il a parcouru jusqu’à aujourd’hui. Quatre ouvrages lui sont aussi attribués : Une Vita sancti Wigberti, une Vita sancti Maximini, les canons du concile de Ver, le Liber de tribus quœstionibus et Collectaneum. Leur existence est connue grâce à leur mention dans la correspondance de Loup de Ferrières. Celui-ci a été influencé par les écrits de Saint Augustin, en particulier par son l’ouvrage La Cité de Dieu,. En lien avec ce texte, Loup de Ferrières développa une réflexion théologique sur la manière de percevoir Dieu, en particulier sur l’idée de l’œil en tant qu’élément charnel pour voir Dieu,.

### Échanges épistolaires
Grâce à ses échanges épistolaires, il est possible de comprendre que ce sont les textes patristiques qui intéressaient en particulier Loup de Ferrières. Ainsi, le prêt et le recopiage de manuscrits sur les Saints Pères de l’Église est un sujet récurrent dans ses échanges avec d’autres ecclésiastiques de son époque. Ce sont les écrits de Saint-Jérôme, de Saint-Augustin et de l’ecclésiastique Bède qui intéressaient surtout Loup de Ferrières.

### Influence politique
En lien avec les écrits bibliques et romains que Loup de Ferrières consulta, il développa un modèle politique et juridique basé sur le principe du consilium et adressé plus particulièrement au roi Charles le Chauve. Le principe du consilium repose sur l’expression latine : « non est consilium contra Dominum », c’est-à-dire qu’il ne faut pas aller à l’encontre de son seigneur. Plus précisément, il s’agit de montrer sa fidélité envers son seigneur sur deux plans : le premier, sur le plan spirituel et religieux, il s’agit de montrer sa loyauté envers Dieu, et plus largement envers la foi chrétienne; le second, sur le plan temporel et vassalique, car il faut également montrer sa fidélité envers son seigneur en tant que vassal. Dans l’optique de l’exercice du pouvoir royal, le consilium devait se concrétiser sous la forme d’un conseil siégeant auprès du roi, ce conseil devait réunir des conseillers royaux qui respectaient la règle du « non est consilium contra Dominum ». En effet, le roi devait s’entourer des meilleurs et des plus sains conseillers royaux afin de prendre ses décisions dans l’objectif de gouverner efficacement et raisonnablement. Bien qu’il ne soit pas sous-entendu que les meilleurs et les plus sains conseillers royaux soient des ecclésiastiques, Loup de Ferrières construisit le principe du consilium dans le but d’écarter du pouvoir les laïcs et les individus motivés par des ambitions cupides. Plus exactement, pour des raisons propres aux principes chrétiens et pour des raisons personnelles à Loup de Ferrières, ce dernier souhaitait éloigner du pouvoir royal les laïcs qui s’emparaient des biens monastiques afin de constituer des richesses.